# Стадион Хилсборо
Стадион Хилсборо (енгл. Hillsborough Stadium) је фудбалски стадион у Шефилду, Енглеска. Стадион је у власништву ФК Шефилд венсдеј, који на њему игра домаће утакмице. Фудбал се на њему игра од отварања 2. септембра 1899, када се Венсдеј преселио из Олив Гроува, њиховог претходног стадиона. Тренутни капацитет стадиона је 39.732 седећих места. Налази се у Оулертону, северозападном предграђу Шефилда.
Првобитно је стадион носио име Оулертон али је 1914. Оулертон постао део изборне јединице Хилсборо и тако је стадион добио данашње име. Рекордна посета од 72.841 гледалаца је забележена 17. фебруара 1934. на утакмици петог кола ФА купа против Манчестер ситија.
Хилсборо је био домаћин Светског првенства 1966, Европског првенства 1996, као и 28 утакмица полуфинала ФА купа.

## Трагедија на Хилсбороу
На Хилсбороу се 15. априла 1989. догодила једна од највећих спортских трагедија када је у полуфиналу ФА купа између Ливерпула и Нотингем фореста због пренатрпаности трибине Лепинг лејн погинуло 96 навијача Ливерпула, који су били згњечени или се угушили, док је 766 повређено.
Истраге које су уследиле су закључиле да је главни разлог несреће лоша полицијска контрола, али су такође критиковале Шефилд венсдеј јер ништа није урадио да побољша безбедност гледалаца ни након претходних инцидената који су се дешавали.
Привремени Тејлоров извештај из 1989. и коначни из 1990. је препоручивао да сви стадиони морају да испуњавају највише безбедносне стандарде и да све трибине буду покривене седиштима, тако да су трибине Хилсбороа у наредне четири године конвертоване у седеће, а ограде око терена су замењене са ниским безбедносним барикадама да би се омогућио упад на терен у случају нужде.

## Међународне утакмице
Хилсборо је био домаћин Светског првенства 1966. и Европског првенства 1996, као и неколико мечева А репрезентација Енглеске.
| Датум               |                 | Резултат |            | Такмичење                                 | Гледалаца |
| ------------------- | --------------- | -------- | ---------- | ----------------------------------------- | --------- |
| 4. октобар 1920.    | Енглеска        | 5:4      | Шкотска    | Британско домаће првенство 1920.          | 35.000    |
| 3. октобар 1962.    | Енглеска        | 1:1      | Француска  | Квалификације за Европско првенство 1964. | 35.380    |
| 12. јул 1966.       | Западна Немачка | 5:0      | Швајцарска | Светско првенство 1966. - Група 2         | 36.000    |
| 15. јул 1966.       | Шпанија         | 2:1      | Швајцарска | Светско првенство 1966. - Група 2         | 32.000    |
| 19. јул 1966.       | Аргентина       | 2:0      | Швајцарска | Светско првенство 1966. - Група 2         | 32.000    |
| 23. јул 1966.       | Западна Немачка | 4:0      | Уругвај    | Светско првенство 1966. - Четвртфинале    | 34.000    |
| 26. септембар 1973. | Северна Ирска   | 0:0      | Бугарска   | Квалификације за Светско првенство 1974.  | 6.206     |
| 9. јун 1996.        | Португалија     | 1:1      | Данска     | Европско првенство 1996. - Група Д        | 34.993    |
| 16. јун 1996.       | Хрватска        | 3:0      | Данска     | Европско првенство 1996. - Група Д        | 33.671    |
| 19. јун 1996.       | Турска          | 0:3      | Данска     | Европско првенство 1996. - Група Д        | 28.951    |